# Szoboloh-Majan
A Szoboloh-Majan (oroszul: Соболох-Маян) folyó Oroszország ázsiai részén, Jakutföldön, a Léna jobb oldali mellékfolyója.

## Földrajz
Hossza: kb. 411 km, vízgyűjtő területe: 13 300 km².
A Verhojanszki-hegylánchoz tartozó Orulgan-hegység nyugati lejtőjén, kb. 1700 m tengerszint feletti magasságban ered. Kezdetben dél felé, majd leghosszabb részén nyugat felé folyik és a torkolattól kb. 700 km-re, Kisztatiam falu közelében ömlik a Lénába. 
Az első 130 km-en át hegyek között, 0,5–2 km széles völgyben folyik. A meredek lejtőket kőtörmelék vagy szibériai törpefenyő, rénszarvas zuzmó fedi, a partmenti erdőkben a szibériai vörösfenyővel keverten nyárfa, éger, fűzfa nő. Mindenfelé előfordul medve, jávorszarvas, rénszarvas, pézsmapocok, róka stb. A folyóban több értékes halfaj él, a lazacfélék közül pl. tajmen, szibériai maréna, Brachymystax lenok, Thymallus, valamint sügér, menyhal, bodorka, jászkeszeg (Leuciscus idus).
A torkolattól kb. 220 km-re a folyó elhagyja a hegyvidéket és az előhegyek között kanyarog. Alsó folyásán, a jobb parton ömlik be legnagyobb mellékfolyója, a Nyiminggye (Нимингде, Ньиимингдэ) (200 km).
A folyó október közepén befagy és május végén, június elején szabadul fel a jég alól.